# Тринидад (лек крайцер, 1940)
Вижте пояснителната страница за други значения на Тринидад.
Тринидад (на английски: HMS Trinidad (46), от на английски: Trinidad – Тринидад) е лек крайцер на Британския Кралски флот, от времето на Втората световна война. Един от крайцерите на крайцерите тип „Фиджи“ (Колъни или Краун Колъни – 1-ва серия първа серия). Поръчан е на 1 декември 1937 г. и е заложен в Кралската корабостроителница в Девънпорт на 21 април 1938 г. Крайцерът е спуснат на вода на 21 март 1940 г. и е третият кораб с това име в британския флот. При довършителните работи, по време на немското въздушно нападение над Плимът, през април 1941 г., квартердека на кораба е уцелен от бомба, след което кораба е преведен в Кралската корабостроителница в Розайт, където и влиза в строй на 14 октомври 1941 г.
Девизът на кораба е „Have faith“ – Имайте вяра.

## История на службата
Към момента на влизането си в строй кораба има най-новите радиолокационни установки за управление на огъня на главния и спомагателния калибър, а също и за въздушно наблюдение.
На 14 октомври 1941 г. на крайцерът завършват довършителните работи и той започва приемните изпитания. На 25 октомври той преминава за изпитания в Клайд под ескорта на полския разрушител Kujawiak. Изпитанията на крайцера са при Северозападните подходи, като се базира в Клайд. На 6 ноември е зачислен в 10-та ескадра крайцери. През декември крайцера преминава в Скапа Флоу на Оркнейските острови за носене на службата.

## Северните конвои
На 10 януари 1942 г. крайцерът е назначен в състава на ескорт на нов конвой за Мурманск и преминава в Исландия. На 10 януари той заедно с разрушителите HMS Matabele и HMS Somali в Хвалфьордур се присъединява към конвоя PQ-8. На 17 януари при прехода, в Баренцево море, конвоя е атакуван от немската подводница U-454, която потопява разрушителя HMS Matabele от екипажа на който оцеляват само двама души, след което конвоят пристига в Мурманск.
В Мурманск, на 24 януари, крайцерът взема на борда си 250 полски граждани и на 25 януари крайцерът, в състава на ескорта на обратния конвой QP-6, се насочва към Лох Ю. Освен него в ескорта на конвоя влизат разрушителят HMS Somali и тралчиците HMS Bramble и HMS Hebe. На 28 януари, след като съдовете на конвоя достигат северозападните подходи, крайцерът се насчова за Клайд. На 1 февруари той сваля своите пътници в Грийнок.
На 10 февруари „Тринидад“ е назначен в Черния патрул, в който трябва да смени крайцера HMS Kenya. На 11 февруари той излиза на линията Фарьорски острови – Исландия за прихващане на търговските рейдери на противника. На 21 февруари той се отбива в Хвалфьордур за техническо обслужване, а на 25 февруари е заменен на позицията от крайцера HMS Sheffield.
На 28 февруари крайцерът излиза в качеството на океански ескорт за поставянето на минно заграждение от 1-ва минно-заградителна ескадра при Северния бараж (Operation SN85).
На 7 март „Тринидад“, заедно с крайцера HMS Liverpool, се намира в патрулиране югоизточно от остров Ян Майен по време на рейда на немския линкор „Тирпиц“. След дозареждане в Исландия крайцерът, съвместно с крайцерите HMS London и HMS Kent продължва патрулирането, тези 4 крайцера стават снабдители за разрушителите участващи в патрулирането. На 9 март крайцерът заедно с разрушителите HMS Punjabi, HMS Echo и HMS Fury посреща обратния конвой QP-8. На 11 март крайцерът заедно с разрушителите на съпровождението се намира северно от Тронхайм, за да има възможност да прихване „Тирпиц“, но последния така и не се появява и на 13 март се отказват от търсенето.
На 23 март крайцерът, заедно с разрушителите HMS Eclipse и HMS Fury, излиза в качеството на ескорт на конвоя PQ-13. Освен тези кораби с конвоя плава и Съединение Q, (ескортния миноносец HMS Lamerton и спомагателния съд на флота HMS Oligarch), в ролята на снабдителни съдове. На 24 март в условията на щорм, конвоя е разпръснат и повторно събиран от разрушителите. На 29 март е боят с немските разрушители Z-24, Z-25 и Z-26, плаващи за прихващането на конвоя от базата в Хиркенес. Разрушителите успяват да повредят транспорта HMS Bateau, впоследствие потопен. В утрото на 29 март мястото на събитието достигат HMS Trinidad и HMS Fury, които отпъждат противника, при това HMS Trinidad потопява един от немските разрушители (Z26).
По време на боя крайцерът е поразен от торпедо, изстреляно от него самия. Неизправното торпедо, описва циркулация и попада в левия борд на крайцера пред надстройката. Предното котелно отделение е залято с мазут, който веднага се запалва, причинявайки допълнителни повреди. Тралчикът HMS Harrier и разрушителите HMS Oribi и HMS Fury вземат крайцера на буксир, докато той не успява да даде собствен ход. На 30 март, под прикритието на разрушителите, крайцерът пристига в Мурманск и влиза за ремонт. След поставянето му в док са извадени телата на 32 загинали моряка. Впоследствие, те са погребани в морето.

## Гибел
На 2 май временният ремонт завършва и на 13 май крайцерът отплава от Мурманск в съпровождение на разрушителите HMS Foresight, HMS Forester, HMS Matchless и HMS Somali. Западно от остров Медвежий това съединение трябва да се прикрива от крайцерите HMS Kent, HMS London, HMS Nigeria и HMS Norfolk с разрушители, а по-нататък и от флота на метрополията с линкора HMS Duke of York и самолетоносача HMS Victorious. Максималната скорост съставлява 20 възела, тъй като може да се използва само едното котелно отделение.
На 14 май крайцерът е подложен на тежки въздушни атаки от немски бомбардировачи Ju-88 от състава на III./KG30 и получава няколко попадения в носовата част, които унищожават всички резултати от ремонта, а също предизвикват няколко огнища на пожари. На 15 май, когато става ясно, че пожарите не могат да бъдат взети под контрол, а изгревът може да донесе повторни атаки е решено да се изостави крайцера. Оцелелите са взети на борда на разрушителите HMS Foresight, HMS Forester, HMS Matchless, а последният, с три торпеда потопява крайцера, който потъва в точка 73°37′ с. ш. 23°27′ и. д. / 73.616667° с. ш. 23.45° и. д.. В хода на въздушните атаки на „Тринидад“ загиват 63 души.

## Любопитни факти
- На кораба носи служба си известния британски композитор Джордж Лойд (на английски: George Lloyd), който написва, освен всичко друго, и „H.M.S. Trinidad march“ (1941).

## Коментари
1. ↑  Всички данни се привеждат към момента на влизане в строй.
2. ↑  Възможна причина за отклонението на торпедото е рикошет от плаващ лед или замръзване на жироскопа на системата за насочване.